# Дипломна работа
Дипломната работа е самостоятелен писмен изследователски труд, който се подготвя от студентите след приключване на семестриалното обучение за придобиване на образователна и квалификационна степен „бакалавър“ или „магистър“. Студентите в България могат да завършат висшето си образование с подготвяне и защита на дипломна работа или да се явят на държавен изпит.
Изискванията за защита на дипломна работа в Софийския университет са:
- до защита на дипломна работа (или явяване на държавен изпит) се допускат студентите, които успешно са изпълнили всички задължения, предвидени в учебния план за съответната програма за обучение;
- в началото на последния семестър всеки студент, който желае да завърши обучението си с подготовка и защита на дипломна работа, подава молба за определяне на тема на дипломната работа и научен ръководител. В молбата се посочва планираната тема на дипломната работа; може да бъде посочен и избран от студента научен ръководител;
- на катедрено заседание избраният от студента или определеният от съответната катедра научен ръководител дава съгласието си за научно ръководство и за тема на дипломната работа с подпис върху депозираната молба;
- студентът предава разработената дипломна работа на хартиен и на електронен носител в катедрата, към която е научният ръководител;
- на катедрен съвет се избира рецензент на дипломната работа, който подготвя рецензия, която съдържа:
  - оценка за качествата на разработката, нейните силни и слаби страни с аргументирани бележки;
  - въпроси към дипломанта по темата на дипломната работа;
  - обща оценка (положителна или отрицателна) на дипломната работа;
- защитата на дипломната работа (или държавният изпит) се провежда пред назначена със заповед на ректора Държавна изпитна комисия.